# کریستی کلارک (سیاستمدار)
کریستی کلارک (انگلیسی: Christy Clark؛ زادهٔ ۲۹ اکتبر ۱۹۶۵) سیاست‌مدار اهل کانادا است. وی سی و پنجمین نخست‌وزیر استان بریتیش کلمبیا و رهبر حزب لیبرال بریتیش کلمبیا بود. او دومین زنی است که به عنوان نخست‌وزیر این استان انتخاب شده‌است.
کریستی کلارک پیش از آن سمت، به عنوان عضو مجمع قانونگذاری بریتیش کلمبیا و معاون نخست‌وزیر فعالیت کرده‌است. او هم چنین مدتی مجری یک برنامه رادیویی تاک شو بود.